# Dipartimento di San Martín (San Juan)
San Martín è un dipartimento argentino, situato nella parte centro-orientale della provincia di San Juan, con capoluogo Villa San Martín.
Esso confina a nord con il dipartimento di Angaco, a est e a sud con quello di Caucete, a sud con il dipartimento di Nueve de Julio, e a ovest con quelli di Chimbas e Santa Lucía.
Secondo il censimento del 2001, su un territorio di 435 km², la popolazione ammontava a 10.140 abitanti.
Dal punto di vista amministrativo, il dipartimento consta di un unico municipio, che copre tutto il territorio dipartimentale, suddiviso in diverse localidades (distretti municipali):
- Barrio Sadop
- Dos Acequias (Est. Los Angacos)
- San Isidro (Est. Los Angacos)
- Villa El Salvador
- Villa Dominguito (Est. Puntilla Blanca)
- Villa Don Bosco (Est. Angaco Sud)
- Villa San Martín, sede municipale